# Bezirk Maagdenburg
De Bezirk Maagdenburg was een van de 14 Bezirke (districten) van de Duitse Democratische Republiek (DDR). Maagdenburg kwam tot stand bij de wet van 25 juli 1952 na de afschaffing van de deelstaten.
Na de hereniging met de Bondsrepubliek in 1990 werd de Bezirk Maagdenburg opgeheven en werd het weer onderdeel van de deelstaat Saksen-Anhalt.

## Bestuurlijke indeling
De Bezirk Maagdenburg bestond naast de stadtkreis Maagdenburg uit de volgende kreise:
- Burg
- Gardelegen
- Genthin
- Halberstadt
- Haldensleben
- Havelberg
- Kalbe (Milde) (t/m 31 december 1987)
- Klötze
- Loburg (t/m 20 juni 1957)
- Oschersleben
- Osterburg
- Salzwedel
- Schönebeck
- Seehausen (t/m 2 juli 1965)
- Staßfurt
- Stendal
- Tangerhütte (t/m 31 december 1987)
- Wanzleben
- Wernigerode
- Wolmirstedt
- Zerbst

De Kreis Loburg werd in 1957 weer opgeheven en verdeeld onder Burg, Zerbst en een klein gedeelte naar de Bezirk Potsdam. In de Altmark, het dunbevolkte noorden van de Bezirk, werd de Kreis Seehausen op 2 juli 1965 opgeheven en bij de Kreis Osterburg gevoegd. Met ingang van 1 januari 1988 werden de Kreise Kreise Kalbe (Milde) en Tangerhütte opgeheven. De overige kreise bleven tot na de Duitse hereniging bestaan. In aanloop naar deze hereniging en de oprichting van de deelstaat Saksen-Anhalt werden de kreise vanaf 17 mei 1990 als landkreis aangeduid.